# Saint-Hilaire-Petitville
Pour les articles homonymes, voir Saint-Hilaire.
Saint-Hilaire-Petitville est une ancienne commune française du département de la Manche et de la région Normandie, peuplée de 1 372 habitants. Elle est au cœur du parc naturel régional des Marais du Cotentin, à proximité des plages du débarquement de Utah Beach et Omaha Beach, et voisine de la ville de Carentan.
Le 1er janvier 2019, la commune fusionne et intègre Carentan-les-Marais avec les autres communes de Brucheville, Catz, Montmartin-en-Graignes et Vierville. Au 1er janvier 2025, la commune déléguée est supprimée.

## Géographie
| Saint-Côme-du-Mont, Carentan | Carentan, Brévands       | Brévands       |
| Carentan                     | Saint-Hilaire-Petitville | Catz           |
| Saint-Georges-de-Bohon       | Montmartin-en-Graignes   | Saint-Pellerin |

## Toponymie
Le nom de la localité est attesté sous la forme Petitvilla en 1248. 
La paroisse serait dédiée à Hilaire de Poitiers, théologien du IVe siècle, docteur de l'Église[réf. souhaitée].
Le gentilé est Saint-Hilairien.

## Histoire
En 1613, Julien de la Luzerne est cité comme sieur du Lorey et de Saint-Hilaire.
En 1667, la paroisse a pour seigneur et patron François Davy, écuyer, conseiller du roi, et bailli de Saint-Sauveur-Lendelin, qui fut député pour le recouvrement des domaines du roi.
Le 13 septembre 2017, le conseil municipal de Saint-Hilaire-Petitville décide de rejoindre la commune nouvelle de Carentan-les-Marais au 1er janvier 2019.

## Politique et administration
| Période | Période       | Identité                    | Étiquette | Qualité                        |
| --- | ------------- | --------------------------- | --------- | ------------------------------ |
| 1790 | 1794          | Pierre Legrand              |           |                                |
| ..1795 | 1795..        | Pierre Giffard              |           |                                |
| ..1796 | 1797          | Claude Armand Dufour        |           |                                |
| 1797 | 1799..        | Jean François Levêque       |           | .                              |
| ..1800 | 1806          | Claude Armand Dufour        |           |                                |
| 1807 | 1820          | Félix Tahot                 |           |                                |
| 1820 | 1822          | C. François Gire-Desjardins |           | maire par délégation           |
| 1822 | 1835          | Baptiste Antoine Tahot      |           |                                |
| 1835 | 1840          | Pierre Auvray               |           |                                |
| 1840 | 1848          | Jean-Baptiste Butel         |           |                                |
| 1848 | 1848          | Pierre Auvray               |           |                                |
| 1848 | 1852          | Prudent Tahot               |           |                                |
| 1852 | 1854          | Jean-Nicolas Herout         |           |                                |
| 1854 | 1864          | Julien Leprovot             |           |                                |
| 1864 | 1876          | Adolphe Butel               |           |                                |
| 1876 | 1877          | Alexandre Auvray            |           |                                |
| 1877 | 1878          | Prudent Tahot               |           |                                |
| 1878 | 1881          | Louis Girard                |           |                                |
| 1881 | 1893          | Alexandre Auvray            |           |                                |
| 1893 | 1900          | Félix Leprevost             |           |                                |
| 1900 | 1904          | Louis Letenneur             |           |                                |
| 1904 | 1920          | Jean-Baptiste Saint         |           |                                |
| 1920 | 1923          | Isidore Delahaye            |           |                                |
| 1923 | 1928          | Pierre Savary               |           |                                |
| 1928 | 1931          | Alexandre Auvray            |           |                                |
| 1931 | 1933          | Henri Leprovost             |           |                                |
| 1933 | 1945          | Albert Lorence              |           |                                |
| 1945 | 1964          | Isidore Delahaye (fils)     |           |                                |
| 1964 | 1977          | Maurice Leforestier         |           |                                |
| 1977 | mars 2008     | Lucien Lerond               |           |                                |
| mars 2008 | décembre 2018 | Louis Fauny                 |           | Vendeur dans l'agroalimentaire |
| Une partie des données est issue de liste établie par Jean Pouëssel et la mairie issue de l'ouvrage "601 communes et lieux de vie de la Manche" |               |                             |           |                                |

Le conseil municipal était composé de quinze membres dont le maire et trois adjoints.
| Période | Période | Identité         | Étiquette | Qualité                                  |
| ------- | ------- | ---------------- | --------- | ---------------------------------------- |
| 2019    | 2020    | Louis Fauny      |           | Ancien maire de Saint-Hilaire-Petitville |
| 2020    | 2024    | Lionel Levillain |           |                                          |

## Population et société

### Démographie
En 2022, la commune comptait 1 372 habitants. Depuis 2004, les enquêtes de recensement dans les communes de moins de 10 000 habitants ont lieu tous les cinq ans (en 2008, 2013, 2018, etc. pour Saint-Hilaire-Petitville) et les chiffres de population municipale légale des autres années sont des estimations.
| 1793 | 1800 | 1806 | 1821 | 1831 | 1836 | 1841 | 1846 | 1851 |
| ---- | ---- | ---- | ---- | ---- | ---- | ---- | ---- | ---- |
| 298  | 330  | 342  | 310  | 286  | 326  | 350  | 380  | 369  |

| 1856 | 1861 | 1866 | 1872 | 1876 | 1881 | 1886 | 1891 | 1896 |
| ---- | ---- | ---- | ---- | ---- | ---- | ---- | ---- | ---- |
| 420  | 386  | 407  | 376  | 418  | 429  | 433  | 464  | 436  |

| 1901 | 1906 | 1911 | 1921 | 1926 | 1931 | 1936 | 1946 | 1954 |
| ---- | ---- | ---- | ---- | ---- | ---- | ---- | ---- | ---- |
| 468  | 418  | 434  | 397  | 409  | 503  | 470  | 451  | 506  |

| 1962 | 1968 | 1975 | 1982 | 1990  | 1999  | 2008  | 2013  | 2018  |
| ---- | ---- | ---- | ---- | ----- | ----- | ----- | ----- | ----- |
| 508  | 638  | 719  | 878  | 1 219 | 1 387 | 1 399 | 1 405 | 1 354 |

| 2019  | - | - | - | - | - | - | - | - |
| ----- | - | - | - | - | - | - | - | - |
| 1 349 | - | - | - | - | - | - | - | - |

### Sports
L'Avenir joyeux de Saint-Hilaire-Petitville fait évoluer quatre équipes de football en divisions de district.

## Économie
La commune se situe dans la zone géographique des appellations d'origine protégée (AOP) Beurre d'Isigny et Crème d'Isigny.

## Culture locale et patrimoine

### Lieux et monuments
- Église romane Saint-Hilaire des Xe – XIIe siècles, avec clocher couvert en bâtière, avant-porche latéral avec statue et bancs en pierre, et chœur gothique, modillons romans dont un avec des armoiries. Elle abrite une statue de saint Hermes[19], des fonts baptismaux du Moyen Âge, des statues de saint Hilaire du XIXe[20].
- Le Manoir des XVIe – XIXe siècles.
- La Danerie du XIXe siècle.
- Marais de Saint-Hilaire.
- Portes-à-flot sur la Taute : en amont des confluents annonçant la baie des Veys, des portes-à-flot complètent les premiers ponts des marais. Fermées par la marée montante, ouvertes par les eaux douces au jusant, elles empêchent la remontée de la mer au-delà[21].
- Réserve naturelle régionale des marais de la Taute.

### Personnalités liées à la commune
- Louis-Julien Yon (1729-1809), dernier seigneur de Dangy et de Saint-Hilaire(-Petitville)[22].

### Héraldique
| Blason de Saint-Hilaire-Petitville | Blason  | D'argent au bouquet de quatre roseaux au naturel mouvant de trois ondes alésées d'azur et adextré d'un canard au naturel montant en bande et brochant en partie sur les roseaux. |
| Blason de Saint-Hilaire-Petitville | Détails | |